# Trineu de vela

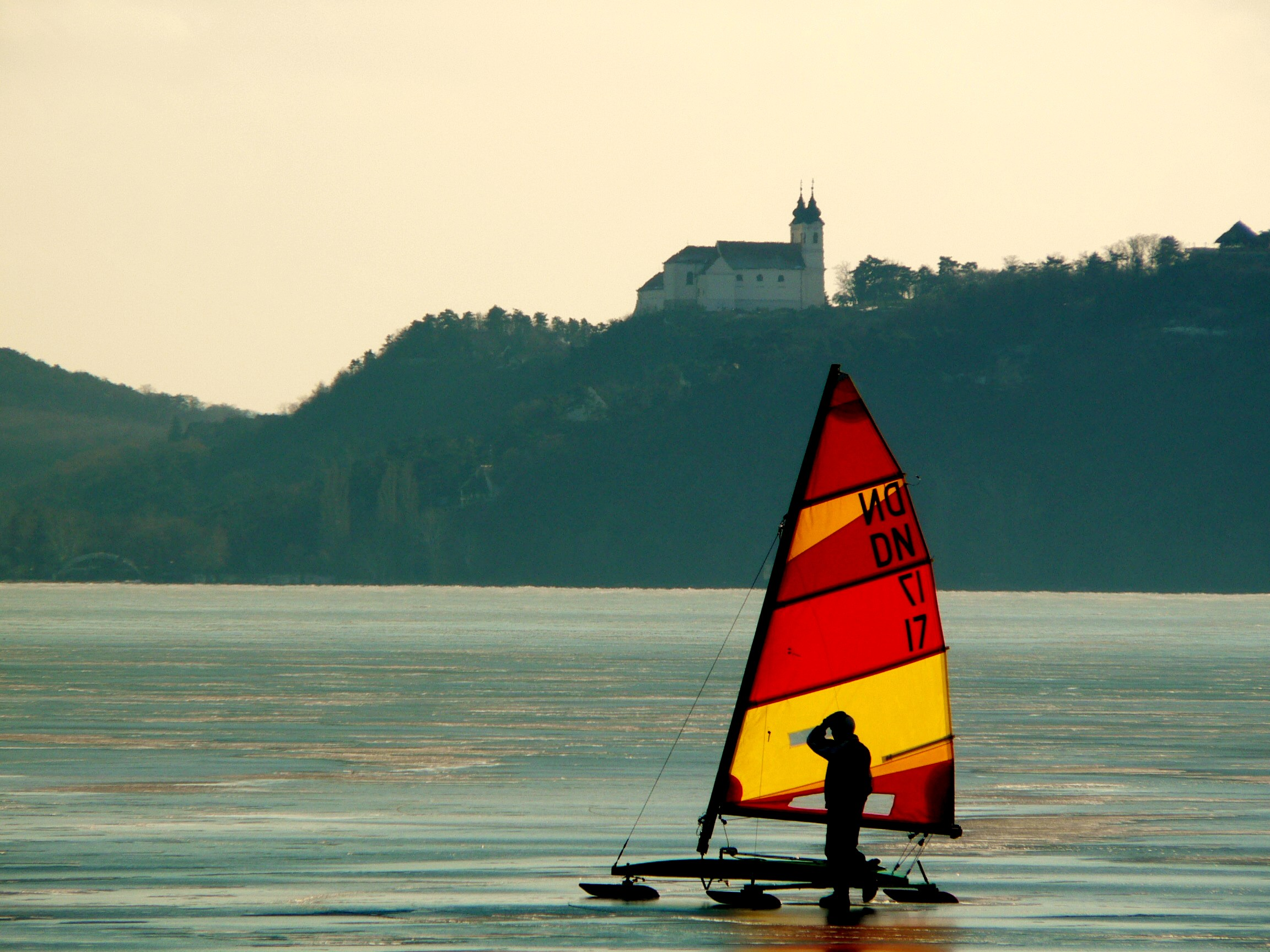
Un trineu de vela en el Llac Balaton enfront de Tihany.

Un trineu de vela és tipus de vehicle esportiu i d'esplai, el seu disseny funcional és similar al d'un petit bot de vela, però equipat amb patins dissenyats per córrer sobre el gel. El trineu a vela s'utilitza per recórrer la superfície de llacs gelats durant l'hivern. En alguns trineus, s'hi adossa un "sidecar" per poder portar a passejar un acompanyant.

## Dissenys moderns

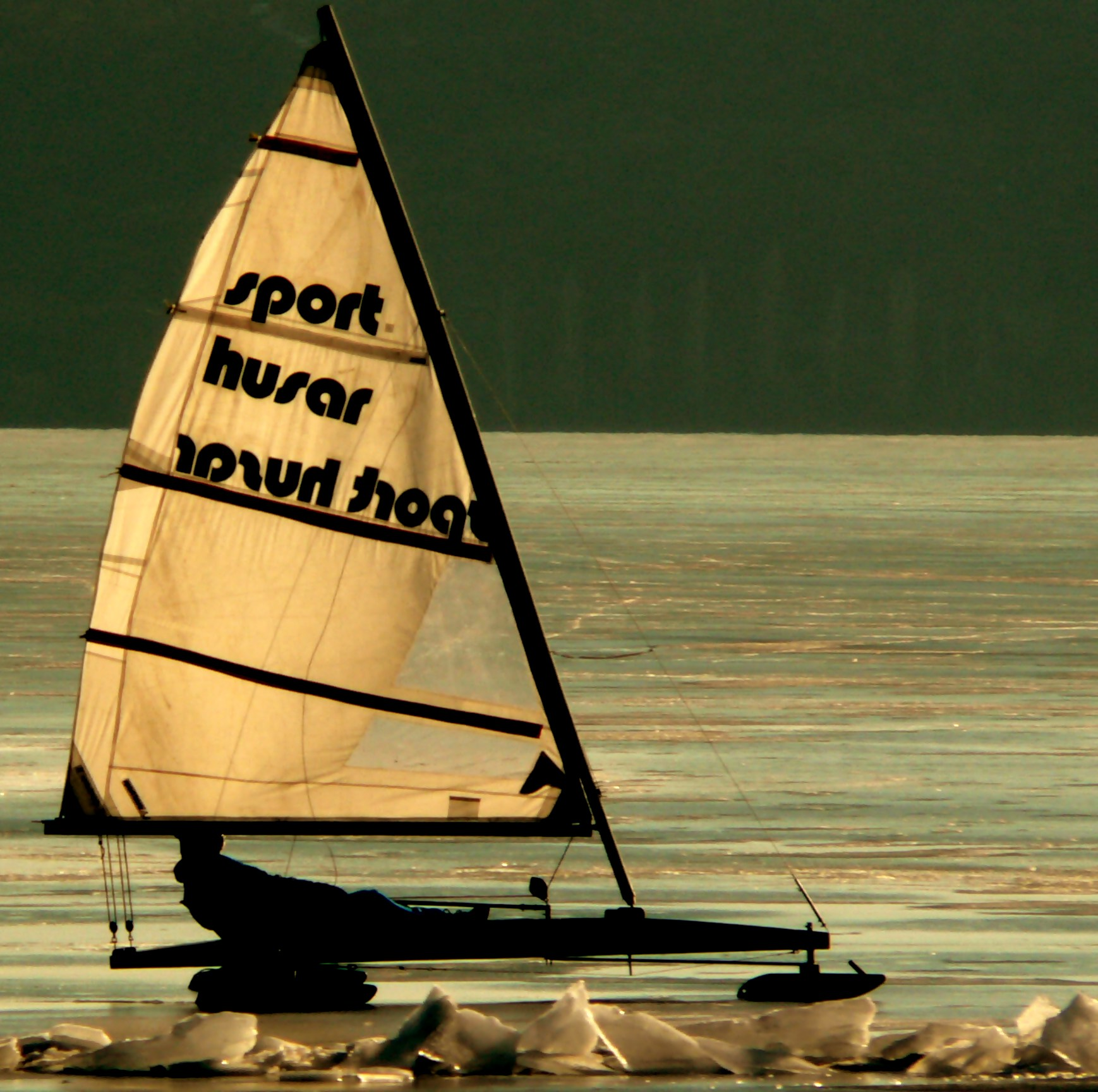
Trineu de vela al llac Balaton, Hongria

Els dissenys dels trineus de vela moderns en general utilitzen tres ganivetes de patins de gel sobre les que es recolza un marc triangular o en forma de creu amb la fulla per a controlar la direcció d'avançt. Les fulles estan fabricades de ferro o d'acer i tenen un cantell afilat a la seva zona on es recolza sobre el gel, fet que l'ajuda a evitar el lliscament lateral del trineu degut a la força que el vent imprimeix sobre les veles.
Una vegada que la força ha estat correctament suportada pel cantell de la fulla del patí, la força d'embranzida sobre la vela impulsa al trineu cap endavant. La potència d'embranzida és major com més elevada és la velocitat del trineu, fet que li permet al trineu desplaçar-se a velocitats molt més elevades que la del vent. Les úniques limitacions a la velocitat del trineu de vela són el vent, la fricció, la forma de la vela, la resistència de l'estructura del trineu, la qualitat de la superfície del gel i el grau de l'habilitat del pilot, l'estat atletic del pilot. Els trineus de vela poden caminar en direccions de fins a 7 graus respecte a la direcció predominant aparent del vent.

## Competició
Es denomina Ice-boating a l'esport consistent en circular en trineus de vela i a les competències amb aquests vehicles. Un esport relacionat, és el que es disputa amb trineu terrestre, que utilitza una configuració composta d'un marc, amb rodes en comptes de patins. Els trineus de vela d'ús comú per a carreres solen ser per a una sola persona, però hi ha diversos tipus de trineus de vela de dos o més seients.

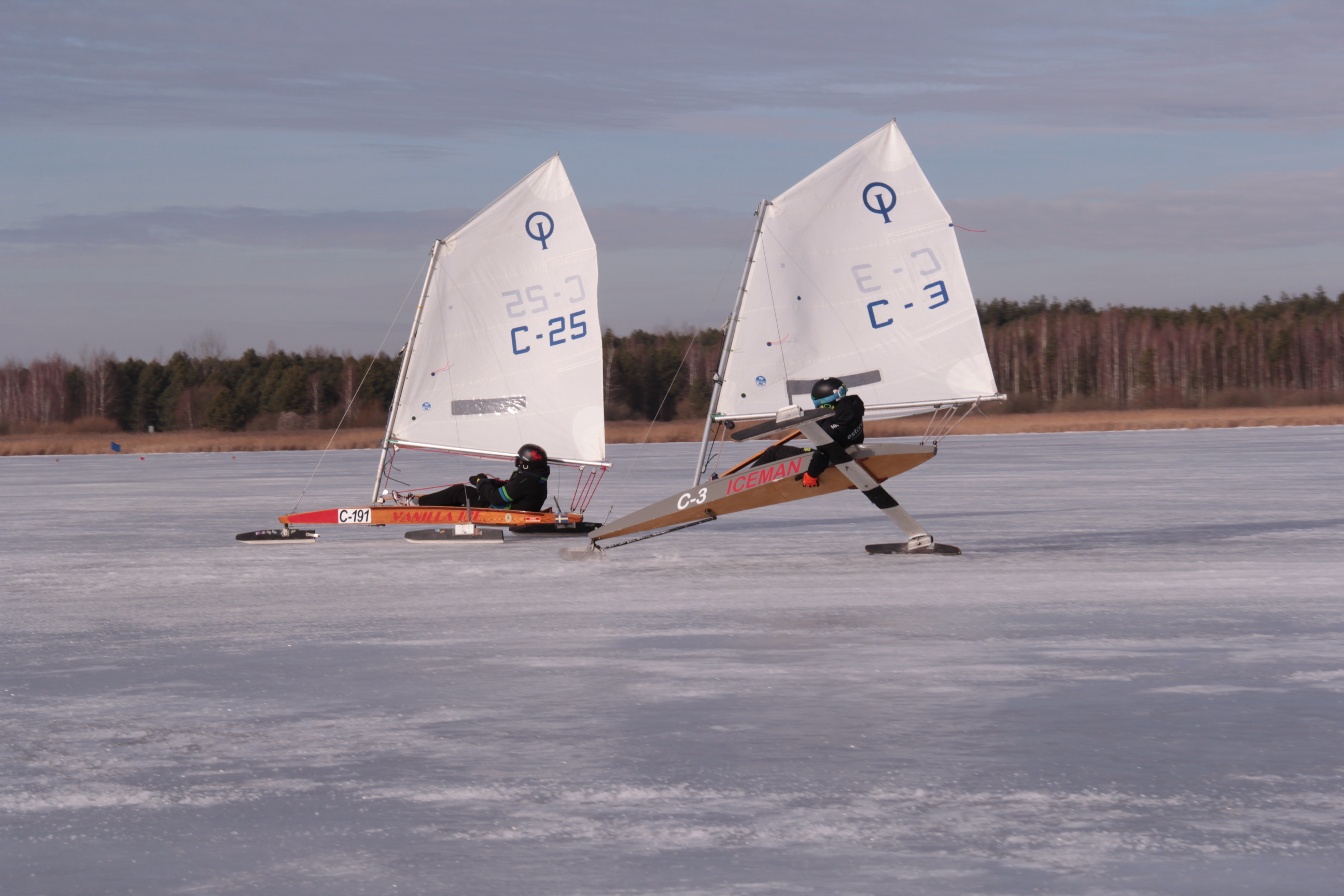
IceOptimists
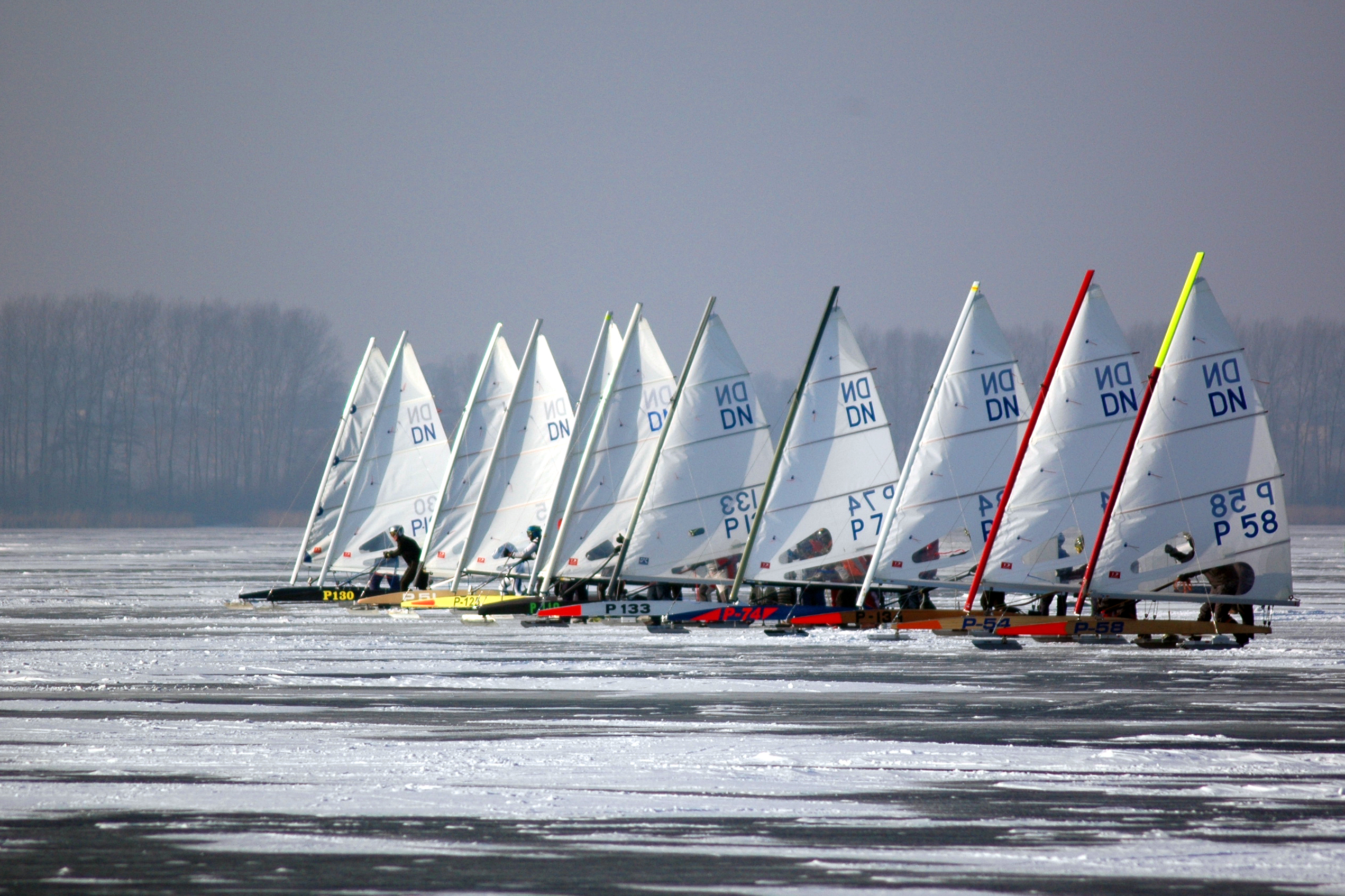
International DN class iceboats at the start of a race in Znin, Poland
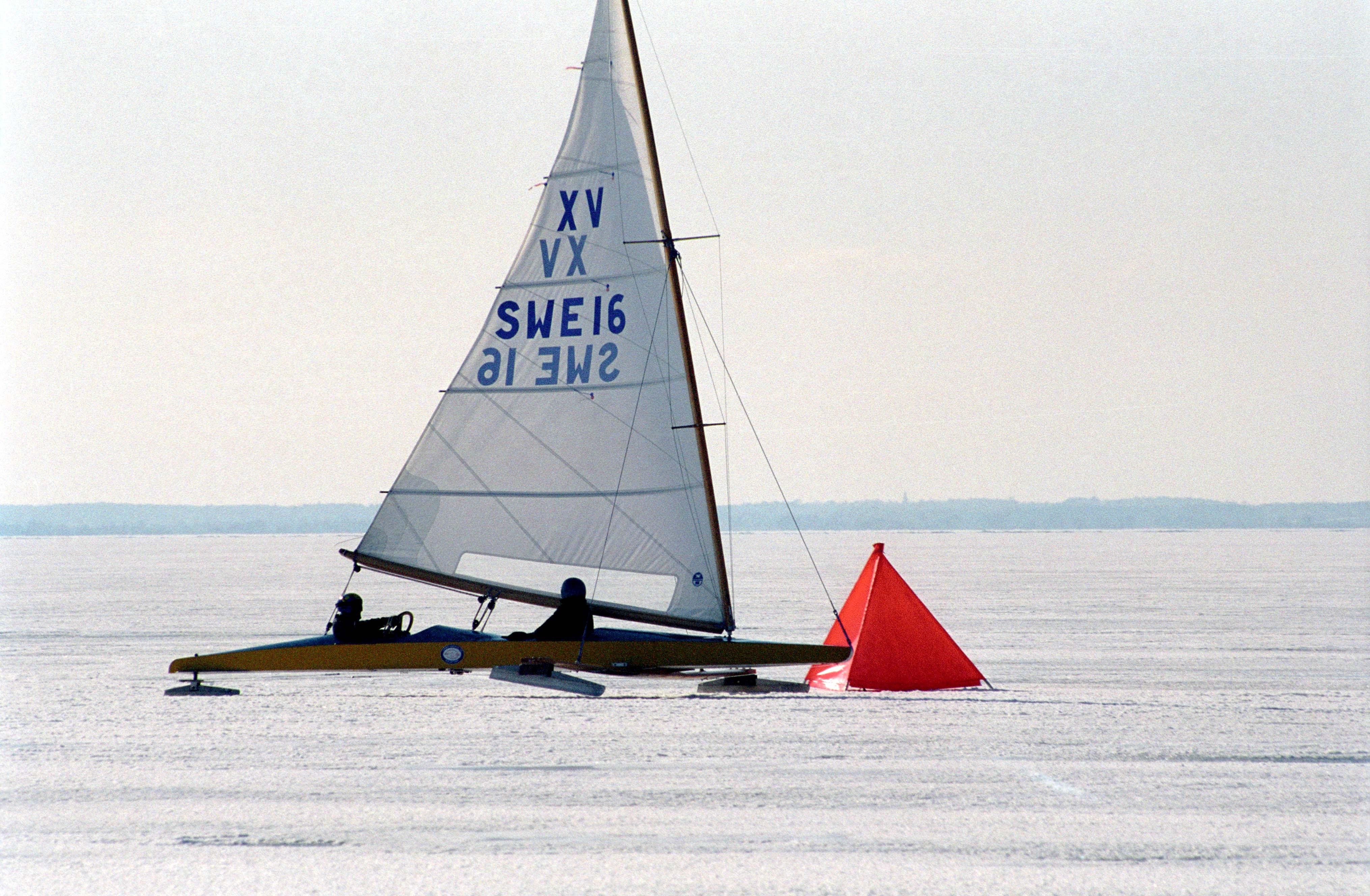
Monotype XV